# ORP Podhalanin
L'ORP Podhalanin, ex-torpilleur allemand A 80, était l’un des premiers navires de la marine polonaise.
La quille de ce navire a été posée en 1916 au chantier naval AG Vulcan Stettin. Il a été lancé le 24 octobre 1917. Il a commencé son service dans la marine impériale allemande le 21 décembre 1917. Jusqu’à la fin de la Première Guerre mondiale, il a servi de navire-école. Après la fin des hostilités, il a été transféré en Angleterre, où il a jeté l’ancre avec d’autres torpilleurs à la base de la Royal Navy de Rosyth.
En 1919, il a été attribué à la Pologne et a reçu le nom d'ORP Góral. Le ministère des Affaires maritimes a décidé que le navire serait réparé dans le pays. Le 8 septembre, l’ORP Góral, sous le commandement d’Aleksander Hulewicz, l’ORP Mazur et l’ORP Ślązak sont partis pour un voyage vers leur nouveau pays, remorqués par le remorqueur Bullger. Le groupe atteint Gdańsk le 14 septembre 1922. Le navire à cette époque n’était armé que d’un seul canon de 88 mm allemand. En 1921, son nom a été changé en ORP Podhalanin. En raison du manque de ressources financières, le torpilleur n’a pas été réparé et a été utilisé comme entrepôt flottant de pièces de rechange.
Ce n’est que dans le plan budgétaire de 1924 que des fonds suffisants ont été trouvés pour la réparation du navire. La même année, il a commencé son service dans la marine et le 16 septembre 1924 il a été incorporé dans l’escadrille de torpilleurs. En juillet 1925, avec l’ORP Mazur, il fit une croisière d’entraînement avec des cadets à Kalmar. Le 1er avril 1930, le Podhalanin a été affecté au Minowców Dyon. Après le 1er mai 1932, le torpilleur faisait partie de l’escadrille de sous-marins. En juin 1933, il est à l’escadrille de contre-torpilleurs. Le 1er juin 1935, le navire est affecté au Fleet Specialists Training Center. En 1936, le commandant de l’unité était le capitaine Konrad Namieśniowski. L’ORP Podhalanin a été transféré en réserve le 15 février 1938. Après avoir été rayé de la liste de la marine le 12 avril 1938, il a été utilisé comme navire cible pour les torpilles. Après sa mobilisation le 24 août 1939, il était destiné à être réservoir de pétrole flottant de réserve. Le 2 septembre, il a été remorqué par le remorqueur Ursus de Gdynia à Jurata. Il a été coulé le 29 septembre 1939 entre Jastarnia et Hel par des Heinkel He 114 allemands du 1. (M)/Kü.Fl.Gr. 506. Deux de leurs bombes SC 250 ont explosé à une distance d’environ 10 mètres de la proue, coulant le navire.